# جرج مک‌گاورن

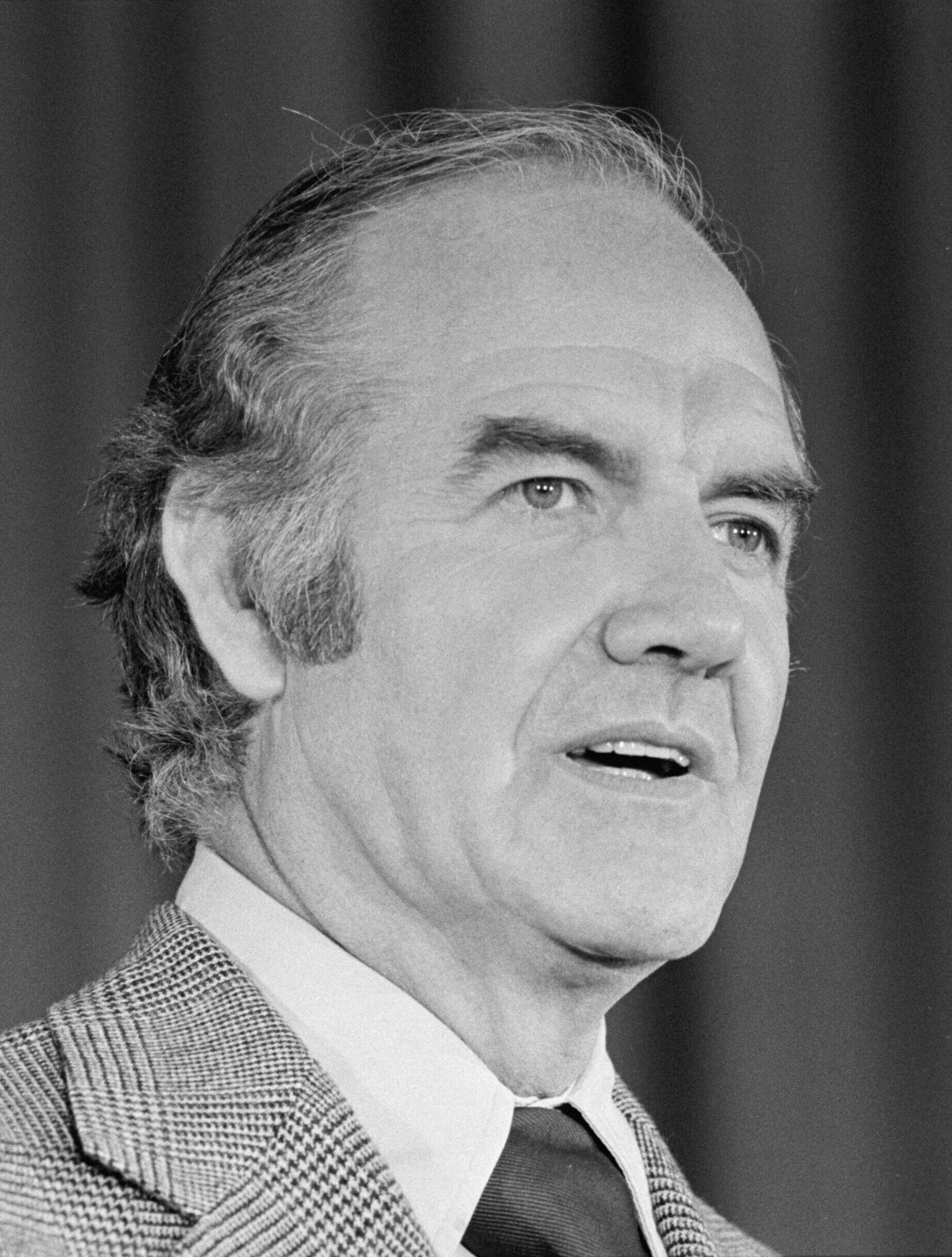

جرج استنلی مک‌گاورن (به انگلیسی: George Stanley McGovern) (۱۹۲۲–۲۰۱۲) نمایند مجلس و سناتور آمریکایی بود.
وی نامزد حزب دموکرات در انتخابات ریاست‌جمهوری سال ۱۹۷۲ بود. وی در آن انتخابات از ریچارد نیکسون شکست سختی خورد.